# 森川俊孝
森川 俊孝（もりかわ としたか）は、下総生実藩の第7代藩主。
延享元年（1744年）11月27日、第6代藩主・森川俊令の長男として江戸藩邸で生まれる。宝暦7年（1757年）12月18日、従五位下・紀伊守に叙位・任官する。宝暦9年（1759年）12月26日に元服する。宝暦14年（1764年）4月6日、父の隠居で家督を継いだ。
明和3年（1766年）に大坂加番に任じられ、明和5年（1768年）に日光祭祀奉行に任じられる。明和9年（1772年）6月11日に大番頭に任じられ、江戸城や二条城、大坂城などの城番も務めた。天明8年（1788年）3月22日に奏者番に任じられる。しかし直後の6月28日に死去した。享年45。
嫡子の俊盛は俊孝が死ぬ22日前に急死したため、養子の俊知が跡を継いだ。

## 系譜
父母
- 森川俊令（父）
- 以智 ー 森川俊常の長女（母）

正室
- 陽 ー 酒井忠用の娘

子女
- 森川俊盛（長男）

養子
- 森川俊知 ー 森川俊輝の長男